# Tadasuke Makino
Tadasuke Makino (Japans: 牧野 任祐, Makino Tadasuke) (Osaka, 28 juni 1997) is een Japans autocoureur.

## Carrière

### Vroege carrière
Makino begon zijn autosportcarrière in het karting in 2007 en bleef hier tot 2013 actief. In 2014 maakte hij de overstap naar het formuleracing, waarin hij ging rijden in het JAF Japanse Formule 4-kampioenschap. Hij won hier één race.

### Formule 4
In 2015 maakte Makino de overstap naar het nieuwe, officiële Formule 4-kampioenschap van Japan, het Japanse Formule 4-kampioenschap, en kwam hier uit voor het team Rn-sports. Hij won direct vier van de eerste vijf races van het kampioenschap op het Okayama International Circuit en de Fuji Speedway (allebei twee overwinningen), maar moest hierna wachten tot het laatste raceweekend op de Twin Ring Motegi tot hij weer twee overwinningen op zijn naam mocht schrijven. Aan het eind van het seizoen werd hij tweede met 192 punten, slechts drie punten minder dan de uiteindelijke kampioen Sho Tsuboi.

### Formule 3
In 2016 maakte Makino zijn Formule 3-debuut in het Japanse Formule 3-kampioenschap als coureur uit het opleidingsprogramma van Honda. Hierin kwam hij uit voor het team Toda Racing. Hij behaalde vier podiumplaatsen en werd met 41 punten vijfde in het kampioenschap. Aan het eind van het seizoen nam hij voor Drago Modulo Honda Racing deel aan drie races van de Super GT en haalde hierin naast Hideki Muto één podiumplaats op het Chang International Circuit. Ook reed hij voor Toda Racing in de Grand Prix van Macau, waarin hij als veertiende eindigde.
In 2017 bleef Makino in de Formule 3 rijden, maar maakte hij de overstap naar het Europees Formule 3-kampioenschap als coureur voor HitechGP. Hij kende een moeilijke start van het seizoen, waarin hij in de eerste helft van het jaar slechts twee keer punten scoorde, voordat hij in een ongeluk met Harrison Newey op de Norisring zijn pols en een vinger brak. Ondanks zijn blessure miste hij enkel het raceweekend op Spa-Francorchamps. Na zijn terugkeer eindigde hij regelmatig in de top 10 met een podiumplaats op de Red Bull Ring als hoogtepunt. Uiteindelijk werd hij met 57 punten vijftiende in de eindstand.

### Formule 2
In 2018 maakte Makino zijn debuut in de Formule 2 bij het team Russian Time. Hij scoorde regelmatig punten totdat hij in de tweede seizoenshelft op het Autodromo Nazionale Monza door een goede strategie verrassend de race wist te winnen. Met 48 punten eindigde hij als dertiende in het klassement.

### Super Formula
In 2019 keert Makino terug naar Japan om deel te nemen aan de Super Formula voor het team Nakajima Racing.